# Tromme
En tromme er et percussionsinstrument, eller slagtøj om man vil. Trommen er som oftest cylinderformet. Der er udspændt skind eller et andet elastisk materiale ud over den ene ende af cylinderen. Det er dette skind, man slår på for at frembringe lyd. På nogle typer tromme er der skind i begge ender. En kombination af trommens diameter og skindets spænding afgør trommens tone og lyd-karakter. Visse trommer slås an med hånden, f.eks. congas og bongoer, andre med stikker eller køller, f.eks. lilletrommer, tammer, stortrommer (march) og bodhran.
En person der spiller på trommer, kaldes for en trommeslager.

## Trommesæt
Et trommesæt består normalt af flere typer trommer og bækkener, bl.a.
- Stortromme Stortrommen er oftest større end de andre, da den spiller "bas-lyden". Denne slås an med en kølle på en pedal, som trykkes ned med foden – en eventuel "dobbeltpedal" med to køller og to pedaler. Undertiden bruges der to eller flere stortrommer i et trommesæt.
- Lilletromme Lilletrommen spiller modvægten til stortrommen. Lilletrommen er en almindelig tromme med 2 skind, men på det underste skind er der monteret en seiding, der kan slås til og fra. Det er seidingen der giver lilletrommen dens karakteristiske lyd. Cylinderen, der udgør trommens skelet (kedlen), er oftest kort i forhold til tamtam'er. Lilletrommer laves i såvel træ (herunder ahorn, birk, poppel, bøg o.a.) som metal (herunder stål, aluminium, kobber og messing). Der findes en nogle forskellige belægninger på dette metal, en meget brugt metode er chrom.
- Tam tam (el. tom tom) En tromme uden seiding. Monteret på stortrommen, stativ, gulv eller i strop. Disse er oftest dybere (længere cylinder) end lilletrommer og bruges i populærmusik ofte til fills.
- Hihat er to bækkener, monteret på et stativ som kan slås sammen ved hjælp af en fodpedal. Denne bruges ofte til underdeling af en rytme, typisk 8.-dele i en traditionel 4/4-rytme. Hihatten kan slås an i såvel lukket som åben tilstand. Hihatten benyttes som oftest med venstre fod.
- Bækken findes i forskellige typer. I et normalt trommesæt forefindes som regel ride- og crashbækkener. Ride bruges ligesom hihat til underdeling af en rytme, mens crash bruges til markering af et taktslag, typisk 1-slaget i en takt. Derudover findes china-, splash-, og andre effekt-bækkener.
- Percussion Øvrige elementer i et trommesæt, kan kategoriseres som percussion. Her kan nævnes koklokke, tambourin, woodblocks, chimes mm.

## Lilletrommers opbygning
Kernen i en lilletromme er kedlen, der er en cylinder af træ eller metal (undertiden også andre materialer). På kedlens åbninger opadtil og nedadtil er monteret skind (plastikmembraner på moderne trommer). Skindene er spændt fast med reifer, der er metalringe udformet således, at de kan spændes fast med skruer. Reiferne spændes fast til spændehuse, der er monteret på kedlens sider. Normalt har en lilletromme 6, 8 eller 10 spændehuse til hver reife. Skruerne bruges dels til at holde reifen og dermed skindet på plads, og dels til stemning af trommen. Lilletrommen adskiller sig fra øvrige trommer ved at have et sæt fjedre (seiding) monteret mod det nederste skind på lilletrommen. Disse giver lilletrommen dens karakteristiske, skarpe og korte lyd. den er monteret med særlige spændeanordninger (seidingsystem) på kedlens side. Med stropper eller snor holdes seidingen fast mod det nederste skind (seidingskindet). Der er imidlertid udskæringer i bundreifen, så seidingen kan slutte tæt og spændes fast.

## Beat
Et beat er et udtryk for en rytme spillet på trommer. Trommer anvendes inden for stort set alle musikgenrer, som bl.a. rock, pop, techno, m.m. Trommerne er i et nummer som regel også udgangspunkt for at fastholde rytmen, og de andre musikere kan bruge trommerytmen, til at holde deres egen rytme.
beat handler fortrinsvis om rytmens accenter, som f.eks. i ordinær rytmisk musik uanset genre ligger på 2 og 4 i en fire fjerdedelsrytme (4/4). Det kaldes backbeat. Meget ofte klapper folk med på 1 og 3 i stedet, fordi det åbenbart er mere intuitivt. Det svarer til at klappe med på stortrommen (1 og 3) i stedet for lilletrommen (2 og 4). Det bliver gumpetungt, fordi stortrommen er "nede" og lilletrommen "oppe".

## Groove
Groove er noget andet end beat. Det handler ikke om rytmen/beatet, som kan beskrives med noder. Groove er trommeslagerens fortolkning af rytmen og viser sig i fordelingen af accenter på det forskellige slagtøj og de forskellige noder og i forholdet til tid: En trommeslager eller hans beat kan "hænge" eller være "fremme". Det vil sige, at slagene falder lige en anelse sent eller tidligt i forhold det neutrale eller de andre musikere. Forskydningen skal være konstant for at fungere musikalsk. Den kan imidlertid godt fordeles på enkelte trommeslag i stedet for hele rytmen. Bestemte stortrommeslag kan f.eks. lægges lidt forskudt. Fleetwood Macs trommeslager Mick Fleetwood er en berygtet "hænger". AC/DC's Phil Rudd hænger ofte en anelse – med overlæg – for at give rytmen tyngde.
Groove angår alle instrumenters rytme, ikke kun slagtøj. Groove handler om hårfine nuancer og er vanskeligt at mestre, men også det, der mest af alt giver det musikalske udtryk personlighed.

## Trommesættets rolle
Trommesættet ses som et af de mest fundamentale instrumenter i et rockband. Sammen med typisk basisten og guitaristen, har trommeslageren ansvaret for den grundlæggende rytme, altså "groovet".

## Forbud mod trommer
Midt på 1700-tallet blev trommer forbudt i South Carolina, delvis fordi slaver benyttede dem til at kommunicere med over lange afstande. På Cuba forbød amerikanske besættelsesmyndigheder i 1902 "trommer af afrikansk oprindelse". Forbuddet blev senere udvidet til at gælde "alle afrokubanske, ceremonielle danse" som "symbol på barbari og forstyrrelse af samfundsordenen".

## Fabrikanter
- Pearl
- Yamaha
- Tama
- Gretsch
- Sonor
- Premier
- Ludwig
- Mapex
- Taye
- Gretsch
- DW
- Ddrum
- Roland (elektroniske trommesæt)
- Alesis (elektroniske trommesæt)